# Phreatia canaliculata
Phreatia canaliculata är en orkidéart som beskrevs av Johannes Jacobus Smith. Phreatia canaliculata ingår i släktet Phreatia och familjen orkidéer. Inga underarter finns listade i Catalogue of Life.